# Fernando Elortondo
Fernando Elortondo (ca. 1966) es un pelotari argentino ganador de tres medallas de oro en los Campeonatos Mundiales de Pelota Vasca y dos medallas olímpicas (una de oro y otra de bronce) en los Juegos Olímpicos de Barcelona 1992, donde se incluyó a la pelota vasca como deporte de exhibición. Obtuvo también dos medallas de oro en los Juegos Panamericanos de 1991 en La Habana, donde la pelota vasca fue incluida como exhibición, para formar parte de la competencia oficial en los Juegos siguientes.  
Elortondo se distinguió por su dominio de la pelota de cuero, una disciplina de menor práctica en la Argentina, donde predomina la pelota de goma. Elortondo formó una imbatible pareja con Fernando Abadía, con quien ganó la medalla de oro en la especialidad de paleta cuero en trinquete, en dos campeonatos mundiales consecutivos.

## Palmarés

### Campeón mundial
- 1986: trinquete, paleta cuero (Vitoria)
- 1990: trinquete, paleta cuero (Cuba)
- 1994: trinquete, paleta cuero (San Juan Luz)

### Juegos Olímpicos de Barcelona 1992 (deporte exhibición)
- Paleta cuero en trinquete: medalla de oro
- Paleta cuero en frontón 36 m: medalla de bronce

### Juegos Panamericanos
- 1991 (La Habana): paleta cuero en frontón 36m; medalla de oro (deporte de exhibición)
- 1991 (La Habana): paleta cuero en trinquete; medalla de oro (deporte de exhibición)